# コヴェナント/約束の救出
『コヴェナント/約束の救出』（コヴェナント やくそくのきゅうしゅつ、原題: Guy Ritchie's The Covenant）は、2023年のアメリカ合衆国・スペイン・イギリス合作のアクション・スリラー映画。
ガイ・リッチーが共同脚本と共同製作を担当し、監督も務めた。ジェイク・ジレンホールとダール・サリムが主演する。2023年4月21日に米国では劇場公開された。

## ストーリー
2018年、アフガニスタン紛争に派遣されていたアメリカ陸軍グリーンベレーのジョン・キンリー曹長率いるチームは、ターリバーンの拠点捜索の任務を請け負っていたが、捜索のために検問を行っている最中、部下のジャクソン軍曹と現地通訳をターリバーンの車爆弾で失い、補充のためにカーシャー二等軍曹と現地通訳のアーメッドがチームに加わる。
当初はやや反抗的な態度のアーメッドに手を焼くキンリーだったが、現地の裏事情に詳しく、身重の妻と共にアメリカ在住権を得るために奮闘するアーメッドにキンリーのチームは度々助けられ、アーメッドは信用を得ていく。得られた情報からターリバーンの拠点を発見したチームは遠征をおこない、拠点の爆破工作を行うが直後にターリバーン構成員の逆襲を受け、チームはキンリーとアーメッドを残して全滅してしまう。
車両を失い、米軍の基地まで100km以上も離れている場所に取り残された2人は徒歩によって帰還を図るが追撃を受け、道中キンリーは被弾して歩くことも出来ないほどの重傷を負ってしまう。アーメッドは現地の人々と時には協力し、様々な手を尽くしてターリバーンの追撃をかわしながらキンリーを運び続け、遂にキンリーと共に米軍部隊に救出される。
アメリカに帰還したキンリーだったが、後にアーメッドはキンリーを救助したことで地元の非ターリバーンの人々から英雄的扱いをされてしまい、ターリバーンに命を妻ともども狙われているのを知る。
移民局などにかけ合うもまるで進展がないことに苦慮したキンリーは上官のヴォークス大佐や同僚のオブラディにかけあってビザの発給と民間軍事会社の協力をとりつけ、自らアフガニスタンに戻りアーメッド一家を救出するべく奔走する。

## キャスト
※括弧内は日本語吹替。
ジョン・キンリー曹長
演 - ジェイク・ジレンホール（高橋広樹）
アメリカ陸軍特殊部隊曹長。
アーメッド
演 - ダール・サリム（白熊寛嗣）
現地通訳。元車の整備士。
デクラン・オブラディ軍曹
演 - アレクサンダー・ルドウィグ（前野智昭）
アメリカ陸軍特殊部隊軍曹。ジョンの同僚。
ヴォークス大佐
演 -  ジョニー・リー・ミラー（宮内敦士）
アメリカ陸軍特殊部隊大佐。8年前ジョンの命を救った事がある。
エディ・パーカー
演 - アントニー・スター（東地宏樹）
民間軍事会社の責任者。
キャロライン・キンリー
演 - エミリー・ビーチャム（清水はる香）
ジョンの妻。
ジョシュア・”JJ”・ジャング二等軍曹
演 - ジェイソン・ウォン（武田太一）
アメリカ陸軍特殊部隊隊員。ターリバーン兵の銃撃戦で死亡。
チャーリー・”ジジ”・クロウ二等軍曹
演 - シーン・サーガル（松永郁歩）
アメリカ陸軍特殊部隊隊員。ターリバーン兵の爆撃砲の攻撃で死亡。
エドアルド・”チャウチャウ””・ロペス一等軍曹
演 - クリスチャン・オチョア
アメリカ陸軍特殊部隊隊員。ターリバーン兵の銃撃戦で死亡。
トム・”トムキャット”・ハンコック二等軍曹
演 - リース・イエーツ
アメリカ陸軍特殊部隊隊員。ターリバーン兵のRPGの攻撃で死亡。
カワ・マウライエー一等軍曹
演 - カワ・モーライ
アメリカ陸軍特殊部隊隊員。ターリバーン兵の爆撃砲の攻撃で死亡。
ジャック・”ジャックジャック”・ジャクソン二等軍曹
アメリカ陸軍特殊部隊隊員。冒頭でターリバーンが乗っていたトラックに仕掛けた爆弾で死亡。
演 - ジェームズ・ネルソン・ミラー
スティーブン・カーシャー二等軍曹
演 - ボビー・スコフィールド（岩中睦樹）
アメリカ陸軍特殊部隊隊員。JJの助手。ターリバーン兵の銃撃戦で死亡。
デスク軍曹
演 - ゲイリー・アンソニー・ステネット
アメリカ陸軍特殊部隊軍曹。現地通訳を紹介した。
ハディ
演 - レザ・ディアス（樋山雄作）
現地通訳。
アリ
演 - デイモン・ゾルファガリ
アーメットの弟。
ザマン
演 - シーナ・パルヴァネ
ワヒド
演 - サイラス・コダヴェイシ

## 製作
2021年10月にジェイク・ジレンホールが主演に決定すると同時に、ガイ・リッチーが監督を務めることや、G・リッチー自身がIvan AtkinsonやMarn Daviesと共同で脚本を執筆することが発表された。2022年1月にメトロ・ゴールドウィン・メイヤー（MGM）が本作の米国での配給権を購入し、合弁会社であるユナイテッド・アーティスツ・リリーシングを通じて配給することを予定している。一方で、本作に共同出資したSTXフィルムズが国際販売を担当し、その結果、Amazon Prime Videoがヨーロッパやオーストラリア、カナダ、ラテンアメリカ、南アフリカでの配給権と、アメリカでの劇場公開後のストリーミング配信権を取得した。
撮影は、2022年2月にスペインのアリカンテで始まり、ダール・サリムとアレクサンダー・ルドウィグ、アントニー・スター、ジェイソン・ウォン、Bobby Schofield、Sean Sagar、Christian Ochoa、エミリー・ビーチャムがキャストに加わった。当初、『The Interpreter』というタイトルだったが、2022年12月にG・リッチーがタイトルを『The Covenant』に変更したと明かした。

## 公開
2023年4月21日に公開が決定している本作は、アメリカ合衆国ではMGMが配給し、アメリカ国外ではAmazon Prime Videoが配信された。

## 作品の評価
Rotten Tomatoesによれば、118件の評論のうち高評価は83%にあたる98件、平均点は10点満点中6.8点、批評家の一致した見解は「驚くほどドラマチックな深みがあり、満足のいく演技の戦争スリラーである『コヴェナント/約束の救出』は、印象的な抑制力でしっかりとしたストーリーを語っている。」となっている。
Metacriticによれば、28件の評論のうち、高評価は16件、賛否混在は11件、低評価は1件で、平均点は100点満点中63点となっている。